# اگرولاندیا
اگرولاندیا (به پرتغالی: Agrolândia) یک سکونتگاه مسکونی در برزیل است که در سانتا کاتارینا واقع شده‌است.

## خصوصیات
اگرولاندیا ۲۰۷٫۱۱۹ کیلومترمربع مساحت و ۸٬۲۷۵ نفر جمعیت دارد و ۳۶۴ متر بالاتر از سطح دریا واقع شده‌است.